# Gustavo Adrianzén

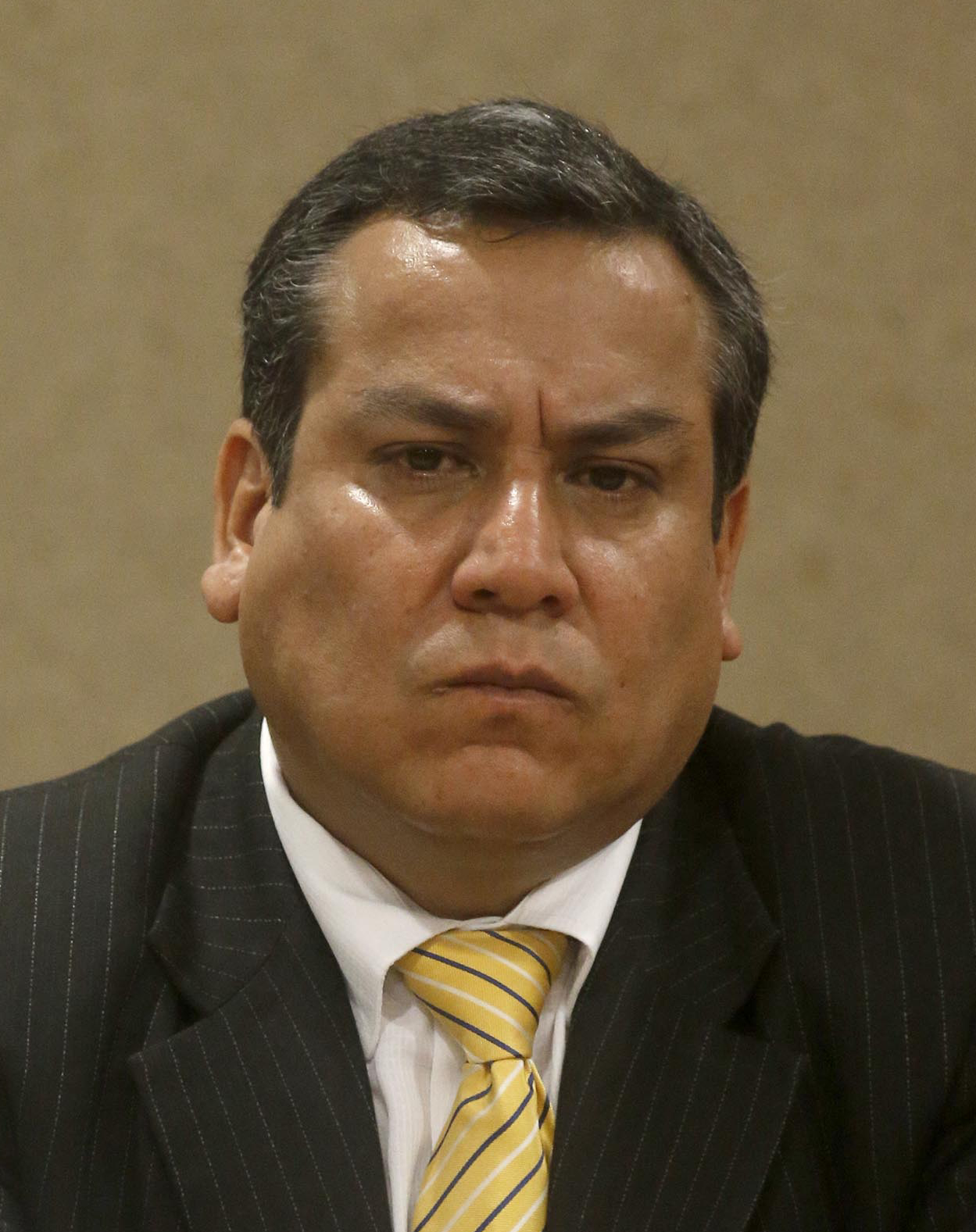
Gustavo Adrianzén (2015)

Gustavo Lino Adrianzén Olaya (* 25. Oktober 1966 in Cusco) ist ein peruanischer Politiker und Anwalt, der sich auf Menschenrechte spezialisiert hat. Am 6. März 2024 wurde er zum Präsident des Ministerrates (Premierminister) ernannt und löst damit Alberto Otárola ab. Zuvor war er ab April 2015, unter Premierminister Pedro Cateriano, sechs Monate Justizminister. Zwischen Februar 2023 und März 2024 fungierte er als Ständiger Vertreter Perus bei der Organisation Amerikanischer Staaten (OAS/OEA) und vertrat die Regierung von Dina Boluarte.

## Leben

### Ausbildung und Anfang der politischen Karriere
Adrianzén ist Rechtsanwalt der Universität Lima, einen Abschluss erlangte er an der spanischen Universität Alcalá in Alcalá de Henares. Nach einem Aufbaustudium in Genf, Straßburg, San José und Florenz verfügt er über einen Master-Abschluss in öffentlicher Verwaltung und Management des Instituto Nacional de Administración Pública (lNAP) und ein Diplom in öffentlicher Verwaltung der Universität Complutense, jeweils in Madrid.
Er war als Berater in den Ministerien für Inneres und Justiz tätig. Er war unter anderem für die Weltbank, die Interamerikanische Entwicklungsbank (IDB), den UNDP und die Europäische Kommission tätig. Ferner war er Dozent an privaten Universitäten der Stadt Lima.
Im Februar 2012 wurde er zum Staatsanwalt im peruanischen Verteidigungsministeriums ernannt. Er war Anwalt des peruanischen Staates vor dem Interamerikanischen Gerichtshof für Menschenrechte (IACHR).
Am 21. März 2015 wurde er zum stellvertretenden Justizminister ernannt. Zwei Wochen später wurde er zum Justizminister ernannt und ersetzte damit den bisherigen Amtsinhaber Fredy Otárola, dem älteren Bruder von Alberto Otárola.

### Minister für Justiz und Menschenrechte
Am 2. April 2015 wurde er zum Minister für Justiz und Menschenrechte ernannt und war Teil des siebten Kabinetts der Regierung von Ollanta Humala. 
Im Juli 2015 berichtete Julia Príncipe, auf Geldwäschedelikte spezialisierte Staatsanwältin, in einer Fernsehsendung, dass Minister Adrianzén sie „knebeln“ wollte, indem er um Erklärungen für ihre Aussagen gegenüber der Presse zu den Geldwäscheermittlungen bat, an denen First Lady Nadine Heredia beteiligt war. Daraufhin wurde Adrianzén im Kongress befragt, und er verteidigte sich, indem er bestritt, dass er den Anwälten die Aussage untersagt hatte, wies jedoch nachdrücklich darauf hin, dass sie laut Gesetz eine Genehmigung einholen müssten. Angesichts der unvermeidlichen Zustimmung zu seinem Misstrauensvotum im Parlament reichte Adrianzén seinen Rücktritt am 20. Oktober 2015 ein. Zuvor war Rechtsanwältin Julia Príncipe ihres Amtes enthoben worden.
Im Oktober 2015 wurde er mit dem Verdienstorden für besondere Verdienste im Rang eines Großkreuzes ausgezeichnet.

### Präsident des Ministerrates
Am 6. März 2024 wurde er zum Präsidenten des Ministerrates ernannt und leitet damit das dritte Kabinett der Regierung von Dina Boluarte.

### Kontroversen
2015, in seiner Eigenschaft als Minister für Justiz und Menschenrecht, bezeichnete er die demonstrierenden Bürger des Tambo-Tals, die das Bergbauprojekt Tía María in Arequipa ablehnten, als „Gewalttätige“ und „terroristische Horden“.
Im November 2023, in seiner Eigenschaft als Ständiger Vertreter Perus bei der OAS, beschimpfte er in einer Anhörung des IACHR anwesende Hinterbliebene von Todesopfern der Proteste in Peru: „Sie sind die Gewalttätigen, sie sind diejenigen, die die Todesfälle verursacht haben.“
In seiner Eigenschaft als Premierminister setzte er bei sich bei dem IACHR im März 2024 für die Begnadigung des wegen Korruption und Verstößen gegen die Menschenrechte verurteilten peruanischen Expräsidenten Alberto Fujimori ein.